# 法名和法號
法名，又稱戒名、法諱，為佛教出家眾（僧人）使用的名字，類似於基督教的教名；魏晉南北朝時由釋道安首次使用“釋”（釋迦牟尼佛）作為僧人的姓氏，至今沿用。佛教出家眾在進行出家儀式時，由主持儀式的和尚賜與。在完成出家儀式後，佛教僧侶就會抛棄原來的俗家姓名，改用法名，象徵抛棄世俗的自我。佛教在家眾信徒，在參與三皈依、授戒儀式，或信徒過世的喪禮時，可以由主持和尚賜與一個法名，在家眾信徒在日常生活中，仍然會使用原有姓名，只有在參與佛教活動時，才會使用法名。
在漢傳佛教傳統中，在法名之外，依循漢人習慣，有時會由和尚取第二個姓名，對應於表字，稱法字。在法名與法字之外，依循取別號的習俗，僧侶通常可以自行取第三個姓名，稱法號。一般來說，法名終身不改，但是僧侶可以取數個不同的法號。對待長老，資淺的出家眾自稱其法名，但是一般俗人為表尊敬，亦會以法號來稱呼僧侶。法名與法號在民間常混同不分，但在漢傳佛教之外的地方只有法名沒有法號。

## 概述
法號是出家時由教授和尚所取，作為出家人特有的名稱，也是中華文化中特有的，只在漢字文化圈中見到；法名（英語：Dharma Name），不論是出家的道士、僧人，或者在家的居士，都可以有法名。

## 各地習俗

### 中國
中國最早出現的法名可能是從東晉的道安法師開始，他主張凡是出了家的人都姓「釋」，出家人在家時有在家的名字，出家以後便使用法名，法名多半與佛法相應，因為開始學佛法了，所以便給予一個法名。法名本來只有出家人才有，但是現在受三皈依的在家眾也有法名，在日常生活中，仍使用原有名字，在參與佛教活動時，則使用法名，比如劉德華法名是「慧果」（淨土宗），李連杰法名「成就金剛」（藏密）。如果在家眾正式出家，除了抛棄原有俗名外，也可能會抛棄在家時使用的法名，另取一個新的法名，或者一人在各宗派有不同的法名。如聖嚴法師在臨濟宗與曹洞宗有一個法名「聖嚴」，後來又得到臨濟宗新的一個法名「知剛」。
僧人捨壽圓寂後，寺廟可能會追尊謚號，也往往稱之為法號。

### 日本
在日本，通常死者都會有一個日本佛教式的法名，通常由僧侶授予法名並收取香火錢。例如日本大名織田信長，死後法名為「總見院殿贈大相國一品泰巖大居士」。豐臣秀吉法名為「國泰祐松院殿靈山俊龍大居士」。
一般按字數和用字分等，字數愈長愈高級，不同佛教宗派的用字等級也不同。以安倍晉三之「紫雲院殿政譽清淨晉壽大居士」為例，「院殿」代表這是最高級的戒名，一般必定出自極高之門閥，「紫雲」來自於日本淨土宗開山祖師法然，據說法然曾在夢中見到西方升起一片紫雲，夢醒後決心開創淨土宗，一般來說，與開山祖師有關的字較少授予信眾；亦有安倍晉三位極人臣、德高如雲之意；「政譽」代表安倍晉三長時間擔任首相，有很高的政治榮耀；「清淨」是佛教中無欲無求的狀態，也代表涅槃；「晉壽」則是代表安倍本人的名字，與「晉三」日文發音音近；最後「大居士」則是最高級別位號。日本網民估計，此全長12個字之法名（不計「大」字）。
- 院殿号：紫雲院殿
- 誉号：政譽
- 戒名：清淨晉壽
- 位号：大居士

### 其他宗教
在道教中，出家道士也會使用另一個姓名，也被稱為法名，或是道號。道士羽化後的谥号，甚至一般的善信、檀越仙遊之後的稱號，或也稱法号。